# Делоне Лев Миколайович
Лев Микола́йович Делоне (* 11 травня 1891, Санкт-Петербург — † 1 листопада 1969, Москва) — український генетик і цитолог, доктор біології. Син математика Миколи Делоне, брат математика Бориса Делоне, батько генетика Наталії Делоне.

## Біографія
Лев Миколайович народився 29 (11) квітня 1891 році у Санкт-Петербурзі в родині професора Петербурзького університету, Варшавського політехнічного інституту, Київського політехнічного інституту математика і механіка Миколи Делоне. Лев з дитинства цікавився біологією. 
У 1911 році вступив до Київського університету.
У 1919 році короткий час працював у Комітеті для виучування нижчих рослин.
В 1919—1925 роках працював в Тбіліському ботанічному саду.
У 1925 році повернувся до УРСР і став працювати в Науково-дослідному інституті селекції тресту Главсахар у Києві.
У 1925—1926 роках мешкав у Києві за адресою бульвар Шевченка 28, кв. 37.
У 1928—1933 роках був завідувачем кафедри генетики Маслівського інституту селекції і насінництва.
З 1933 року  завідував кафедрою ботаніки Харківського сільськогосподарського інституту ім. В. В. Докучаєва.
У 1935 році керівник групи генетики Харківської обласної дослідної станції.
З 1936 по 1938 роки декан агрономічного факультету.
З 1937 — доктор біологічних наук і професор з селекції та насінництва.
З 1946 року і до смерті працював в НДІ генетики та селекції АН УРСР (з 1956 р. Український інститут рослинництва, селекції і генетики).
У 1948 був підданий критиці за підтримку класичної генетики та звільнений з інституту.
У 1956 році став завідувачем відділу агроекології і рослинних ресурсів.
У співавторстві з Василем Дідусем розробив метод внутрішньо-сортового добору в лінійних сортах самозапилювачів.
У 1967 році був одним з організаторів Всесоюзного Товариства генетиків і селекціонерів ім. М. І. Вавілова, був обраний в члени президії.
Помер 1 грудня 1969 року.
Його брат — Делоне Борис Миколайович — математик.
Товаришував з Іваном Поляковим, зняв свою кандидатуру на виборах до АН УРСР у 1948 році, чим дозволив тому обратися членом-кореспондентом АН УРСР.

## Науковий внесок
Л. М. Делоне перший в Україні (1928) здійснив штучний мутагенез у рослин за допомогою рентгенівських променів — одержав велику кількість генних та хромосомних мутацій у ячменю і виявив серед них спельтоїдні та стерильні форми.
Вивів 2 сорти пшениці: Харківська 4 і Харківська 4 покращена.
Опублікував праці з цитології, генетики, каріосистематики рослин.

## Наукові праці
- Делоне, Л. Н. (1915). Сравнительно-кариологическое исследование нескольких видов Muscari Mill. Записки Киевского Общества Естествоиспытателей, 25. С. 33-64.
- Делоне, Л. Н. (1922). Сравнительно-кариологическое исследование видов Muscari Mill. и Bellevalia Lapeyr. Вестн. Тифлис. ботан. сада, 2(1). С. 1-32.
- Delaunay, L. (1925). THE S-CHROMOSOMES IN ORNITHOGALUM L. Science. 62 (1592): 15—16. doi:10.1126/science.62.1592.15-a. ISSN 0036-8075.(англ.)
- Хромосомная теория наследственности и хромосомы у некоторых лилейных. Вестн. Тифлис. ботан. сада, сер. II, 2, 1926
- Превращение клеточного ядра в наследственной изменчивости. Труди сільськогосподарської ботаніки, 1926. Т. 1. 24 с.
- Опыты по рентгенизации культурных растений, I Пшеницы. Труды научного института селекции. Киев, 1928. Т. 4. С. 1. 16 с. (рос.)
- Делоне, Л. Н. (1928). Применение кариологического анализа к решению вопросов специальной систематики. У Сборник им. С. Г. Навашина, М.
- Delaunay, L. N. (1929). Kern und Art. Typische Chromosomenformen [Архівовано 6 травня 2021 у Wayback Machine.]. Zeitschrift fur wissenschaftliche Biologie. Abteilung E: Planta, 100-112(нім.)
- Делоне, Л. Н. (1930). Опыт экспериментального получения искусственных вариаций у пшеницы путем рентгенизации молодых колосьев. У Труды Всесоюз. съезда по генетике, селекции, семеноводству и животноводству.
- Delaunay, L. N. (1931). Resultate eines dreijährigen Röntgenversuchs mit Weizen. Der Züchter. 3 (5): 129—137. doi:10.1007/BF01812596. ISSN 0514-0641.
- Укорочение хромосом при охлаждении. Зап. Сельськохоз. Масловск. инст. 1931.–4, 11, 11-21(рос.)
- Делоне, Л. Н. (1932). Рентгеномутации у пшеницы. Труды Лаборатории генетики Академии Наук, 9, 173-180.
- Наследственность и изменчивость сельскохозяйственных растений. М.- Л.: Сельхозгиз, 1934. 96 с. (рос.)
- Экспериментальное получение мутаций у пшениц: Некоторые данные о спонтанном мутировании в чистых линиях у пшениц. Харків: Держсільгоспвидав, 1934. С. 1-56. (рос.)
- Наследственность и изменчивость сельскохозяйственных растений. М. Л.: Сельхозгиз, 1936. 128 с. Изд. 2-е. (рос.)
- Делоне, Л. Н. (1936). Значение мутационной изменчивости в практической селекции. Бюллетень ВАСХНИЛ, М.
- Курс генетики (соавтор Н. Н. Гришко). Москва: Сельхозгиз, 1938. 375 с.
- Эффективность внутрисортового улучшающего отбора в линейных сортах самоопылителей (соавтор В. И. Дидусь). Сборник работ по селекции и семеноводству. Харьковская госселекстанция, 1947. С. 211-219. (рос.)
- Делоне, Л. Н. (1952). Різні типи формування врожаю у сортів озимої пшениці. Тр. ін-ту генетики і селекції АН УРСР, 2
- Делоне, Л. Н. (1957). О методе радиационной селекции. Селекция и семеноводство, (4), 23.
- Делоне, Л. Н. (1957). О выборе правильного направления в селекции озимой пшеницы на урожайность. Вопросы методики селекции пшеницы и кукурузы. Харьков: Изд-во ХГУ, 73-80.
- Селекция зимостойких сортов озимой пшеницы на Украине (соавтор В. Я. Юрьев). Методы селекции зимостойких пшениц. Москва: Сельхозгиз, 1962. С. 24-33. (рос.)
- Світові ресурси озимої пшениці та їх використання для створення нових сортів (соавтор С. В. Рабинович). Вісник сільськогосподарської науки. Київ, 1965. № 4. С. 38-44.